# Phlegra logunovi
Phlegra logunovi är en spindelart som beskrevs av Galina N. Azarkina 2003 [2004. Phlegra logunovi ingår i släktet Phlegra och familjen hoppspindlar. Inga underarter finns listade i Catalogue of Life.